# Люти, Северин
Северин Люти (нем. Severin Lüthi; род. 5 января 1976, Берн) — швейцарский теннисист и теннисный тренер. Капитан сборной Швейцарии в Кубке Дэвиса с 2005 года (обладатель Кубка Дэвиса 2014 года), тренер Роджера Федерера и Станисласа Вавринки, тренер года Швейцарии (2017).

## Биография
Люти родился и вырос в Берне, где начал играть в теннис. В 1993 году, в возрасте 17 лет, стал чемпионом Швейцарии и считался одним из самых перспективных игроков в стране. Однако через два года швейцарец достиг лишь 622-й позиции в профессиональном рейтинге ATP и в 20 лет отказался от карьеры профессионального теннисиста. Как позже Люти объяснял в интервью, он хотел быть только первым, и место в первой сотне или полусотне рейтинга его не удовлетворяло.
После этого Люти начал учёбу в коммерческом училище и планировал поступить в вуз, но эти планы остались нереализванными. Он продолжал играть в теннис на клубном уровне, десять раз выиграв с клубом «Грассхоперс» командный чемпионат Швейцарии. Одновременно работал тренеров, в том числе часто выступая в качестве спарринг-партнёра Мартины Хингис. В 2002 году по рекомендации Роджера Федерера Люти был приглашён в тренерский штаб сборной Швейцарии в Кубке Дэвиса, где стал помощником капитана команды Марка Россе.
После того как Россе в 2006 году покинул пост капитана сборной, Люти занял эту должность и оставался капитаном более полутора десятков лет. В 2007 году был приглашён тренировать Федерера, расставшегося со своим предыдущим тренером Тони Рочем. За следующие два года с новым тренером Федерер выиграл четыре из восьми турниров Большого шлема, и их сотрудничество с тех пор было постоянным. Люти работал как тренер и со второй ракеткой Швейцарии — Станисласом (Стэном) Вавринкой, которому помог вернуться в форму, необходимую для побед в турнирах Большого шлема, а в 2008 году был тренером олимпийской сборной Швейцарии.
В 2014 году Люти завоевал со сборной Швейцарии, за которую играли Федерер и Вавринка, Кубок Дэвиса после побед в полуфинале над командой Австралии, а в финале над французами. В следующие несколько лет он, уже без своих главных звёзд, продолжал удерживать швейцарскую команду в Мировой группе — высшем дивизионе Кубка Дэвиса. В 2017 году, когда Федерер после долгого перерыва снова начал побеждать в турнирах Большого шлема, Люти был признан тренером года в Швейцарии.